# Borut Bassin
Borut Bassin (Lubiana, 6 luglio 1944 – 15 giugno 2022) è stato un cestista jugoslavo.

## Carriera
Con la Jugoslavia ha disputato i Campionati mondiali del 1967 e tre edizioni dei Campionati europei (1963, 1967, 1971).

## Palmarès
- YUBA liga: 3

AŠK Lubiana: 1962, 1966, 1969-70